# Sabetha
Sabetha är en ort i Brown County, och Nemaha County, i Kansas. Ortnamnet anses ha härletts från sabbat. Vid 2020 års folkräkning hade Sabetha 2 545 invånare.